# Rosa manshurica
Rosa manshurica är en rosväxtart som beskrevs av I.O. Buzunova. Rosa manshurica ingår i släktet rosor, och familjen rosväxter. Utöver nominatformen finns också underarten R. m. glabriuscula.